# Рваши
Рваши је насеље у пријестоници Цетиње у Црној Гори. Према попису из 2003. било је 72 становника (према попису из 1991. било је 130 становника).

## Споменик Царев Лаз
У близини села налази се споменик, који је подигнут 1954. године у част бојева који су на том подручју вођени током 1941. године, за време устанка у Црној Гори, а истим спомеником одаје се почаст и старијем боју из времена црногорско-турских ратова, који се према писму владике Данила Петровића-Његоша одиграо 29. јула (по старом) 1712. године, у близини села Рваша код воде Влахиње. Најстарији историјски извори у којима се та битка назива бојем на Цареву Лазу потичу тек из 1747. и 1749. године, тако да су у историографији дуго вођене расправе о идентификацији и датацији поменутог боја, а нека од тих питања се и даље сматрају отвореним.

## Демографија
У насељу Рваши живи 65 пунолетних становника, а просечна старост становништва износи 56,2 година (51,9 код мушкараца и 58,9 код жена). У насељу има 38 домаћинстава, а просечан број чланова по домаћинству је 1,89.
Ово насеље је углавном насељено Црногорцима (према попису из 2003. године), а у последњих пет пописа примећен је пад у броју становника.
|  |

| Демографија | Демографија | Демографија |
| Година      | Становника  | Становника  |
| ----------- | ----------- | ----------- |
|             |             |             |
|             |             |             |
|             |             |             |
|             |             |             |
| 1948.       | 383         |             |
| 1953.       | 391         |             |
| 1961.       | 365         |             |
| 1971.       | 257         |             |
| 1981.       | 194         |             |
| 1991.       | 130         | 130         |
| 2003.       | 89          | 72          |
|             |             |             |

| Етнички састав према попису из 2003.‍ | Етнички састав према попису из 2003.‍ | Етнички састав према попису из 2003.‍ | Етнички састав према попису из 2003.‍ | Етнички састав према попису из 2003.‍ |
| ------------------------------------ | ------------------------------------ | ------------------------------------ | ------------------------------------ | ------------------------------------ |
|                                      |                                      |                                      |                                      |                                      |
| Црногорци                            | Црногорци                            |                                      | 54                                   | 75,0%                                |
| Срби                                 | Срби                                 |                                      | 14                                   | 19,44%                               |
| Југословени                          | Југословени                          |                                      | 1                                    | 1,38%                                |
| непознато                            | непознато                            |                                      | 0                                    | 0,0%                                 |

| Година пописа     | 1948. | 1953. | 1961. | 1971. | 1981. | 1991. | 2003. |
| ----------------- | ----- | ----- | ----- | ----- | ----- | ----- | ----- |
| Број домаћинстава | 81    | 84    | 85    | 73    | 60    | 52    | 38    |

| Број чланова      | 1  | 2  | 3  | 4 | 5 | 6 | 7 | 8 | 9 | 10 и више | Просек |
| ----------------- | -- | -- | -- | - | - | - | - | - | - | --------- | ------ |
| Број домаћинстава | 38 | 19 | 10 | 6 | 1 | 1 | 1 | 0 | 0 | 0         | 0      |

| Пол    | Укупно | Неожењен/Неудата | Ожењен/Удата | Удовац/Удовица | Разведен/Разведена | Непознато |
| ------ | ------ | ---------------- | ------------ | -------------- | ------------------ | --------- |
| Мушки  | 25     | 10               | 12           | 2              | 0                  | 1         |
| Женски | 40     | 7                | 12           | 18             | 2                  | 1         |
| УКУПНО | 65     | 17               | 24           | 20             | 2                  | 2         |

| Пол    | Укупно                    | Пољопривреда, лов и шумарство | Рибарство                            | Вађење руде и камена | Прерађивачка индустрија       |
| ------ | ------------------------- | ----------------------------- | ------------------------------------ | -------------------- | ----------------------------- |
| Мушки  | 9                         | 0                             | 1                                    | 0                    | 5                             |
| Женски | 4                         | 0                             | 0                                    | 0                    | 0                             |
| УКУПНО | 13                        | 0                             | 1                                    | 0                    | 5                             |
| Пол    | Производња и снабдевање   | Грађевинарство                | Трговина                             | Хотели и ресторани   | Саобраћај, складиштење и везе |
| Мушки  | 0                         | 1                             | 1                                    | 0                    | 0                             |
| Женски | 0                         | 0                             | 0                                    | 0                    | 1                             |
| УКУПНО | 0                         | 1                             | 1                                    | 0                    | 1                             |
| Пол    | Финансијско посредовање   | Некретнине                    | Државна управа и одбрана             | Образовање           | Здравствени и социјални рад   |
| Мушки  | 0                         | 0                             | 0                                    | 0                    | 0                             |
| Женски | 0                         | 0                             | 1                                    | 0                    | 1                             |
| УКУПНО | 0                         | 0                             | 1                                    | 0                    | 1                             |
| Пол    | Остале услужне активности | Приватна домаћинства          | Екстериторијалне организације и тела | Непознато            | Непознато                     |
| Мушки  | 1                         | 0                             | 0                                    | 0                    | 0                             |
| Женски | 1                         | 0                             | 0                                    | 0                    | 0                             |
| УКУПНО | 2                         | 0                             | 0                                    | 0                    | 0                             |